# Aleksandr Volkov (basketspelare)
För andra betydelser, se Aleksandr Volkov.
Aleksandr Anatoljevitj Volkov, ryska: Александр Анатольевич Волков, född 28 mars 1964 i Omsk, dåvarande Sovjetunionen, är en sovjetisk basketspelare som tog tog OS-guld 1988 i Seoul.